# Calinaga formosana
Calinaga formosana är en fjärilsart som beskrevs av Hans Fruhstorfer 1908. Calinaga formosana ingår i släktet Calinaga och familjen praktfjärilar. Inga underarter finns listade i Catalogue of Life.